# 李柏军
李柏军（1964年3月—），四川三台人，中华人民共和国外交官，曾任中华人民共和国驻毛里塔尼亚伊斯兰共和国特命全权大使。

## 生平
1985年，进入中华人民共和国对外经济贸易部工作，先后在对外经济贸易部交际司、驻英国大使馆、对外贸易经济合作部交际司、驻挪威大使馆、商务部外事司任职，后升任商务部外事司副司长。2015年，任驻印度大使馆参赞，后升任公使。2021年3月，出任中华人民共和国驻毛里塔尼亚大使。2024年12月，自驻毛里塔尼亚大使离任。

## 家庭
已婚，有一子。